# Lichtsterkte (fotometrie)
Onder de lichtsterkte (Engels: luminous intensity, Duits: Lichtstärke) van een lichtbron wordt verstaan het stralingsvermogen dat die bron per eenheid van ruimtehoek uitzendt, gecorrigeerd voor de spectrale gevoeligheid van het menselijk oog. De lichtsterkte van een bron geeft aan welk vermogen (energie per tijdseenheid) de bron in een bepaalde richting uitstraalt. Als men de lichtsterkte over de gehele openingshoek integreert, krijgt men de lichtstroom in lumen.

## Eenheid
De SI-eenheid voor de lichtsterkte is de candela (symbool: cd), een van de basiseenheden in het SI. Sinds 1979 luidt de definitie hiervan:
Een monochromatische lichtbron die licht met een frequentie van 540 × 1012 Hz (groengeel) uitzendt met een vermogen van 1/683 watt per steradiaal, heeft een sterkte van 1 candela. Voor andere frequenties wordt dit gecorrigeerd voor de lichtgevoeligheid van het menselijk oog.
In het verleden hebben er allerlei andere definities bestaan, die vaak ook nog per land verschilden.

## Afgeleide grootheden
Van de lichtsterkte afgeleide grootheden zijn
- Lichtstroom in lumen (1 lm = 1 cd × 1 sr)
- Specifieke lichtstroom (lichtrendement) in lm / W
- Luminantie in cd / m2
- Verlichtingssterkte in lux (1 lx = 1 lm / m2)

## Waargenomen lichtsterkte
De lichtsterkte is een eigenschap van de lichtbron en hangt niet af van de afstand tot de waarnemer. Hij geeft het gedeelte van de lichtstroom (eenheid: lumen) aan dat in een bepaalde richting (ruimtehoek, eenheid: steradiaal) wordt uitgezonden. Daarbij wordt rekening gehouden met de spectrale gevoeligheid van het menselijk oog. Zo is de lichtsterkte van een infrarode bron gelijk aan nul, omdat infrarood licht voor het menselijk oog onzichtbaar is.
De door het oog waargenomen sterkte van een lichtbron komt niet altijd overeen met de fysische lichtsterkte. Het contrast met de omgeving beïnvloedt de fysiologische waarneming. Een lichtbron met een klein lichtgevend oppervlak wordt als feller ervaren (of verblindt eerder) dan een lichtbron met dezelfde fysische lichtsterkte maar een groter oppervlak. Dit verschijnsel kan bijvoorbeeld worden waargenomen bij autoschijnwerpers, of bij op- of ondergang van zon of maan.

## Isotrope lichtbronnen
De lichtstroom Φ van een isotrope lichtbron met lichtsterkte I is gelijk aan de integraal van de lichtsterkte over een volledig boloppervlak:
{\displaystyle \Phi =4\cdot \pi \cdot I}
Voorbeelden:
- De vlam van een huishoudkaars zendt in de ruimte rondom een lichtstroom uit van in totaal ca. 12 lumen. De lichtsterkte per oppervlakte-eenheid is dan:
{\displaystyle I={\frac {12~{\mathrm {lm} }}{4\cdot \pi ~{\mathrm {sr} }}}\approx 1\ {\frac {\mathrm {lm} }{\mathrm {sr} }}=1~\mathrm {cd} }
- Een lichtbron met een sterkte van 1 cd bij een openingshoek van ca. 58°, hetgeen overeenkomt met een ruimtehoek van ca. π/4 sr, levert een lichtstroom van ca. 12 lm.
- Een huishoudsgloeilamp van 100 W met een specifieke lichtstroom (lichtrendement) van ca. 15 lm/W geeft een lichtstroom van 1500 lm. Bij een ruimtehoek van 1 steradiaal (openingshoek ca. 65,5°) geeft dat een lichtsterkte van ca. 120 cd.

## Anisotrope lichtbronnen
De lichtsterkte kan worden verhoogd door de straling niet gelijkmatig in alle richtingen te laten gaan. Als bijvoorbeeld reflectoren de lichtkegel van een huishoudkaars (ca. 12,6 lumen) beperken tot 1 steradiaal (hetgeen overeenkomt met 1 m2 op een afstand van 1 m), dan heeft deze lichbron een sterkte van 12,6 cd.
Als men de integraal berekent van een lichtbron met een openingshoek α, dan krijgt men een lichtstroom:
{\displaystyle \Phi =\int \mathrm {d} \Omega \cdot I=2\cdot \pi \cdot \left(1-\cos \left({\frac {\alpha }{2}}\right)\right)\cdot I}

## Omrekeningstabel candela naar lumen
{\displaystyle \Phi =\mathrm {factor(\alpha )} \cdot I}
Gedeelte van de bol = oppervlak van de bol / oppervlak van het kegelkapje = {\displaystyle {\frac {4\cdot \pi \cdot r^{2}}{2\cdot \pi \cdot r^{2}\cdot \left(1-\cos \left({\frac {\alpha }{2}}\right)\right)}}} = {\displaystyle {\frac {2}{\left(1-\cos \left({\frac {\alpha }{2}}\right)\right)}}}
{\displaystyle \mathrm {factor(\alpha )} =2\cdot \pi \cdot \left(1-\cos \left({\frac {\alpha }{2}}\right)\right)}
| Gedeelte van de bol {\displaystyle \alpha } | 180° | 120° | 100° | 90°  | 60°   | 50°   | 45°   | 40°   | 30°   | 20°    | 15°    | 10°    | 1°      |
| Gedeelte van de bol                         | 2    | 4    | 5,6  | 6,8  | 15    | 21    | 26    | 33    | 59    | 132    | 234    | 526    | 52525   |
| factor{\displaystyle (\alpha )}             | 6,28 | 3,14 | 2,24 | 1,84 | 0,842 | 0,589 | 0,478 | 0,379 | 0,214 | 0,0955 | 0,0538 | 0,0239 | 0,00024 |

Voorbeelden:
- Stel een led heeft een openingshoek van 20° en een lichtsterkte van 15 cd. De lichtstroom wordt dan Φ = 15 · 0,0955 = 1,432 lm
- Stel een led heeft een openingshoek van 50° en een lichtsterkte van 15 cd. De lichtstroom wordt dan Φ = 8,835 lm

## Wegwijzer lichtgrootheden en -eenheden
| naam en symbool                                                                                        | definitie | eenheid                                           | omrekening |
| --- | --- | ------------------------------------------------- | --- |
| Lichtsterkte {\displaystyle I_{\mathrm {v} }}                                                          | {\displaystyle I={\frac {\partial \Phi }{\partial \Omega }}} | candela {\displaystyle \mathrm {cd} }             | {\displaystyle \mathrm {1\ cd=1\ {\frac {lm}{sr}}} }                                                                 |
| Lichtstroom {\displaystyle \Phi _{\mathrm {v} }}                                                       | {\displaystyle \Phi _{\mathrm {v} }=K_{\mathrm {m} }\int _{380\ \mathrm {nm} }^{780\ \mathrm {nm} }{\frac {\partial \Phi _{\mathrm {e} }(\lambda )}{\partial \lambda }}\cdot V(\lambda )\ \mathrm {d} \lambda } | lumen {\displaystyle \mathrm {lm} }               | {\displaystyle \mathrm {1\ lm=1\ sr\cdot cd} }                                                                       |
| Specifieke lichtstroom of lichtrendement {\displaystyle \eta } of {\displaystyle \Phi _{\mathrm {s} }} | {\displaystyle \eta ={\frac {\Phi }{P}}} | {\displaystyle \mathrm {lm/W} }                   | |
| Verlichtingssterkte: {\displaystyle E}                                                                 | {\displaystyle E={\frac {\partial \Phi }{\partial A}}} | lux {\displaystyle \mathrm {lx} }                 | {\displaystyle \mathrm {1\ lx=1\ {\frac {lm}{m^{2}}}=1\ {\frac {sr\cdot cd}{m^{2}}}} }                               |
| Luminantie {\displaystyle L}                                                                           | {\displaystyle L={\frac {\partial ^{2}\Phi }{\partial \Omega \cdot \partial A_{1}\cdot \cos \varepsilon _{1}}}}                                                                                                 | {\displaystyle \mathrm {\frac {cd}{m^{2}}} }      | {\displaystyle \mathrm {1\ {\frac {cd}{m^{2}}}} =\mathrm {1\ {\frac {lm}{sr\cdot m^{2}}}} }                          |
| Lichtenergie {\displaystyle Q_{\mathrm {v} }}                                                          | {\displaystyle Q_{\mathrm {v} }=\int _{0}^{T}\Phi _{\mathrm {v} }(t)\mathrm {d} t} | lumenseconde {\displaystyle \mathrm {lm\cdot s} } | |
| Ruimtehoek {\displaystyle \Omega }                                                                     | {\displaystyle \Omega ={\frac {A}{r^{2}}}} | steradiaal {\displaystyle \mathrm {sr} }          | {\displaystyle \mathrm {1\ sr=1\ {\frac {m^{2}}{m^{2}}}={\frac {\left[oppervlak\right]}{\left[straal\right]^{2}}}} } |